# 奥西奇基农村居民点
奥西奇基农村居民点（俄语：Осичковское сельское поселение）是俄罗斯联邦伏尔加格勒州鲁德尼亚区所属的一个农村居民点。其下辖有5个居民点，行政中心为奥西奇基。据2016年统计，该农村居民点的人口为1124人。